# Застава Бенина
Застава Бенина је усвојена 1959. Промењена је након доласка марксистичког режима 1975. и поново враћена након његовог одласка 1. августа 1990. Боје су традиционално панафричке, где зелена представља наду, жута богатство, а црвена храброст. 

## Галерија
- Застава Републике Бенин
(1975-1990)